# Cielądz
Cielądz è un comune rurale polacco del distretto di Rawa, nel voivodato di Łódź. Ricopre una superficie di 93,88 km² e nel 2004 contava 4 114 abitanti.